# نيلز كريستيانسن
نيلز كريستيانسن (8 يوليو 1913 – 15 يوليو 1988) هو سبّاح فلبيني راحل، مثّل بلاده في الألعاب الأولمبية الصيفية 1936.

## روابط خارجية
نيلز كريستيانسن على موقع الاتحاد الدولي للسباحة (الإنجليزية)
- نيلز كريستيانسن على موقع أوليمبيديا (الإنجليزية)